# Michele Ferrero
Michele Ferrero (Dogliani, 26 aprile 1925 – Monte Carlo, 14 febbraio 2015) è stato un imprenditore italiano, ex-amministratore delegato dell’omonimo Gruppo Ferrero.

## Biografia
Nasce nel 1925 da Pietro Ferrero e Piera Cillario. Pietro ha diverse esperienze lavorative a Dogliani, ad Alba fino a Torino, con una pasticceria nella centrale via Berthollet. Lo scoppio della seconda guerra mondiale spinge Pietro e sua moglie Piera a tornare ad Alba, nel 1942, dove decide di aprire un laboratorio in via Rattazzi. Comincia così la storia della Ferrero.
Nei dieci anni successivi alla costituzione formale dell'azienda Ferrero, che avviene il 14 maggio del 1946, la crescita costante e veloce dell'industria continua anche grazie al lavoro di Michele, che collabora alla sua conduzione. Alla morte del padre avvenuta il 2 marzo 1949, la direzione passa a lui, allo zio Giovanni e alla vedova Piera. Dal padre Pietro impara le capacità artigiane, dallo zio Giovanni l'importanza dell'organizzazione commerciale e dalla madre Piera il senso della struttura aziendale. A 32 anni Michele si trova a guidare l'azienda in piena fase di sviluppo.
Sotto la sua guida l'azienda inizia a esportare oltre i confini nazionali: nel 1956 viene aperto il primo stabilimento in Germania, il perno del successo è sempre il Gianduijot, la pasta di cioccolato e nocciole spalmabile. Proprio l'internazionalizzazione crea l'esigenza di trovare un nuovo nome al prodotto, facile da pronunciare anche al di fuori dell'Italia, nel 1964 Michele sceglie quindi il nome Nutella. Insieme al nome della crema al cioccolato cambia anche la formula, si presenta infatti più densa della prima versione, e viene registrata come formula segreta. Ferrero apre stabilimenti produttivi e di rappresentanza tra i quali Ferrero Germania e Ferrero Francia, e poi Olanda, Belgio, Svizzera, Danimarca e Regno Unito. Successivamente, esporta il marchio Ferrero fuori dall'Europa, dall'Australia (1974) fino all'Ecuador (1975).
Caratterizzato da una forte passione per il suo lavoro e una grande capacità creativa e visionaria, Michele è l'inventore di molti dei più famosi prodotti Ferrero: da Mon Chéri (1956) pensato per portare una sensazione di lusso alla portata di tutti, Tic tac (1969) a Ferrero Rocher (1982), fino alla linea Kinder che rappresenta circa il 50% del fatturato Ferrero. La strategia di Michele Ferrero è sempre stata quella di pensare a prodotti innovativi, diversi dagli altri in circolazione, e avere un'idea chiara del suo target: la casalinga, madre, zia, moglie che va a fare la spesa per tutta la famiglia e che Michele ha sempre chiamato affettuosamente "La Valeria".
Il 2 giugno 1971 viene nominato Cavaliere del Lavoro. Secondo Forbes, nel 2014 è stato l'uomo più ricco d'Italia (23,4 miliardi di dollari) e il 30º al mondo. In Italia nei primi anni settanta l'azienda investe molto in pubblicità televisiva nel primo spazio appositamente creato, il Carosello. Nel medesimo periodo firma un accordo con la C.P.C. per la diffusione in Italia della Knorr. Per volontà di Ferrero nel 1983 nasce la Fondazione Ferrero, con sede ad Alba, dedicata agli ex-dipendenti Ferrero e alla promozione di iniziative culturali e artistiche, che è un vero e proprio ente sociale.
Nel 2005 ha creato le Imprese Sociali Ferrero, finalizzate a creare posti di lavoro nei paesi emergenti, e a realizzare progetti per promuovere l'educazione e la salute dei bambini nelle aree in cui sono situati gli stabilimenti. Ferrero è uno dei principali gruppi dolciari a livello mondiale: con oltre 34.000 collaboratori è presente in 53 Paesi, ha 20 stabilimenti produttivi, di cui 3 operanti nell'ambito delle imprese sociali in Africa e Asia e 9 aziende agricole.
Quando Michele Ferrero lascia la carica di amministratore delegato, va a vivere a Montecarlo, dove ha sede un'altra società del Gruppo Ferrero, Soremartec (Société de recherche de marketing et technique), i cui compiti vanno dall'innovazione del prodotto al rinnovamento dei sistemi di produzione, fino ai test di mercato. Dal 2008 alla morte è risultato, secondo la rivista Forbes, la persona più ricca d'Italia. Dopo una lunga malattia, Ferrero muore nel pomeriggio del 14 febbraio 2015 a Montecarlo all'età di 89 anni. Il 29 settembre 2015 gli è stata intitolata una piazza della città di Alba, fino ad allora denominata "piazza Savona". A Stadtallendorf, in Germania, dove nel 1956 Ferrero aprì il primo stabilimento all’estero, gli è stata dedicata la strada che circonda lo stabilimento, Michele-Ferrero-Straße.

## Vita privata

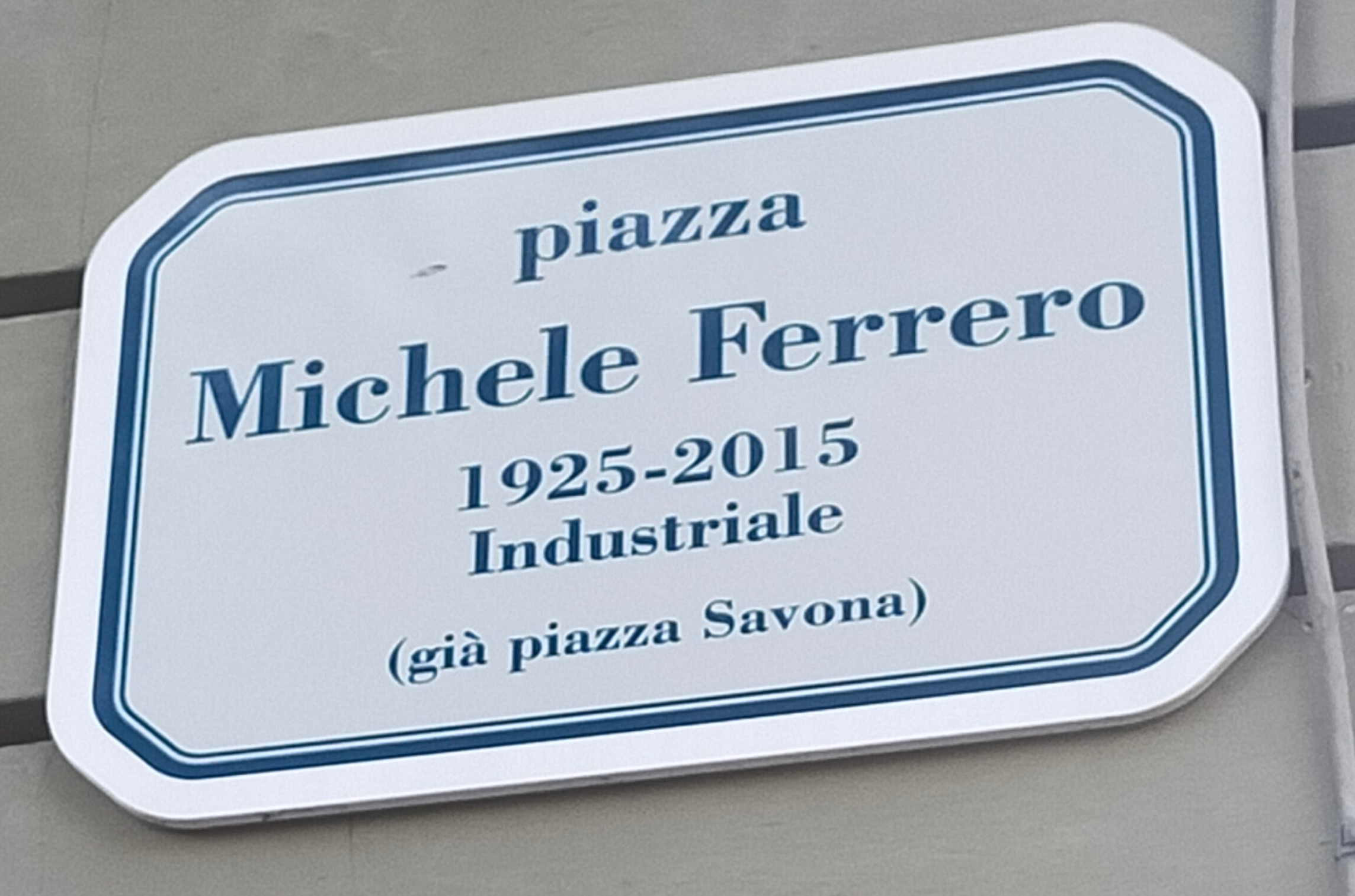
Insegna di piazza Michele Ferrero (ex piazza Savona) ad Alba, in Italia.

Michele Ferrero ha sposato Maria Franca Fissolo, che era da poco stata assunta come interprete in Ferrero dal 1961. La coppia avrà due figli: Pietro e Giovanni  . La coppia ha donato cinque milioni di euro per la costruzione del nuovo ospedale di Alba.